# Liste der Bischöfe von Sherwood
Die Liste der Bischöfe von Sherwood stellt die bischöflichen Titelträger der Church of England, der Diözese von Southwell und Nottingham, in der Province of York dar. Der Titel wurde nach dem Landschaftspark Sherwood Forest benannt.
| Liste der Bischöfe von Sherwood | Liste der Bischöfe von Sherwood | Liste der Bischöfe von Sherwood | Liste der Bischöfe von Sherwood |
| Von                             | Bis                             | Name                            | Anmerkungen                     |
| ------------------------------- | ------------------------------- | ------------------------------- | ------------------------------- |
| 1965                            | 1975                            | Kenneth Thompson                |                                 |
| 1975                            | 1989                            | Dick Darby                      |                                 |
| 1989                            | 2006                            | Alan Morgan                     |                                 |
| 2006                            | 2020                            | Tony Porter                     |                                 |
| 2020                            | Gegenwart                       | Andy Emerton                    |                                 |